# BP Crucis
BP Crucis är en dubbelstjärna belägen i mellersta delen av stjärnbilden Södra korset. Den har en skenbar magnitud av ca 10,83 och kräver ett teleskop för att kunna observeras. Baserat på uppmätt parallax enligt Gaia Data Release 3 på ca 0,251 mas beräknas den befinna sig på ett avstånd av ca 10 000 ljusår (ca 3 000 parsec) från solen.

## Observation
BP Crucis anses vara den optiska motsvarigheten till röntgenkällan GX 301-2. Systemet består av en massiv hyperjättestjärna och en neutronstjärna som cirkulerar i en excentrisk (e=0,462) omloppsbana med en halv storaxel på 0,00029 bågsekund och en omloppsperiod av 41,498 dygn. Avståndet är sannolikt mellan tre och fyra tusen parsec. Den är kraftigt rodnad och har en K-bands infraröd magnitud på 5,72.
Det sker en massöverföring från hyperjätten till pulsaren som sker via en tät ackretionsskiva. Detta ger en cyklotroneffekt med elektronenergier på 37 och 48 keV.

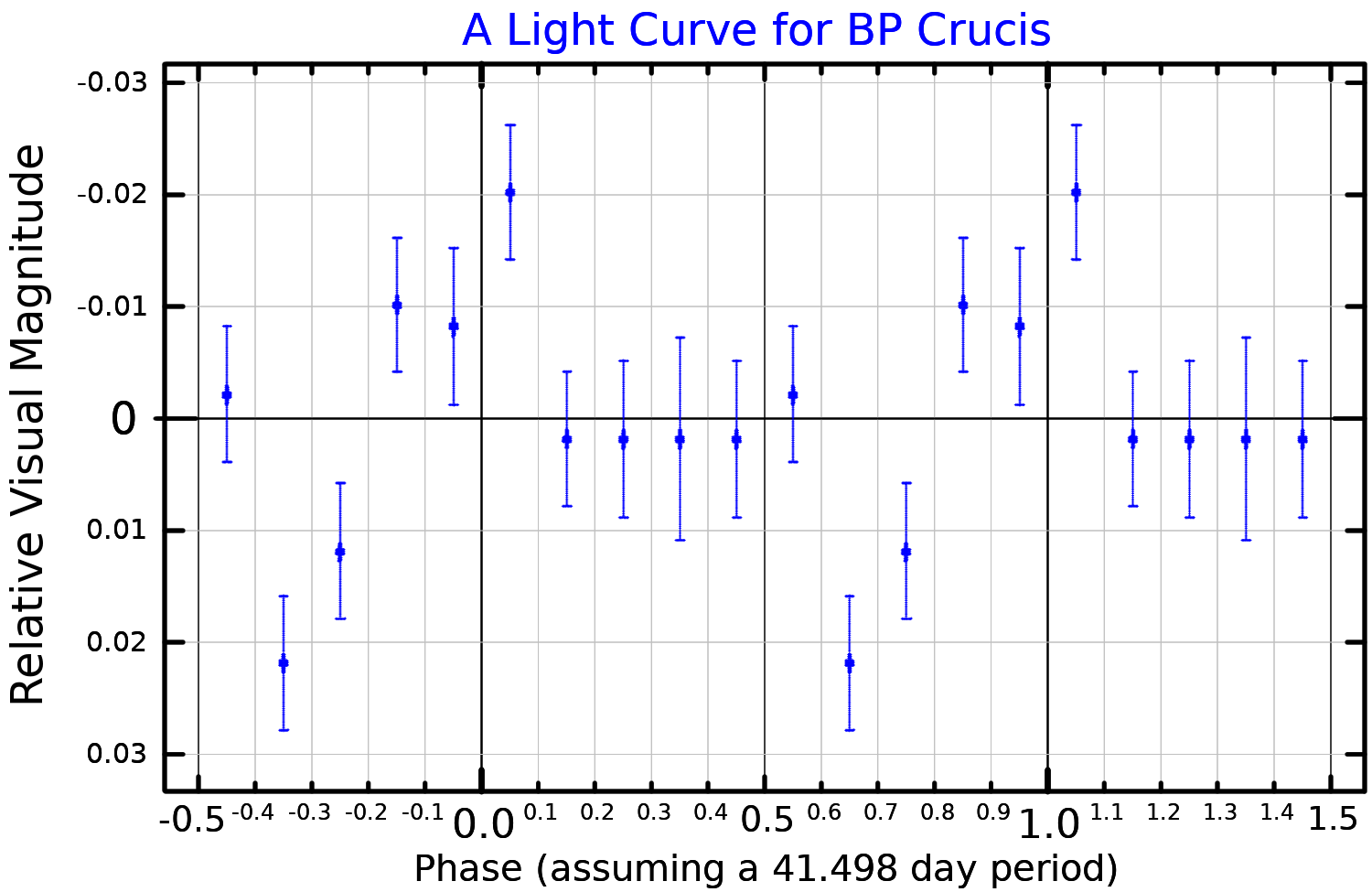
Ljuskurva i visuella bandet för BP Crucis under en 41,498-dygns period.

Systemet visar både optisk och röntgenvariabilitet. Även om inga förmörkelser observeras, varierar röntgenljusstyrkan under omloppsbanan med stora röntgenljus som observeras under periastronpassager. Systemet är en optisk variabel som har variation i ljusstyrka på upp till 0,08 magnitud i synliga våglängder. Dessa har tillskrivits ellipsoidala variationer när hyperjätten roterar och till Alfa Cygni-variabilitet. Det finns en inneboende pseudoperiod på 11,9 dygn samt små variationer som motsvarar omloppsperioden. Denna röntgenstrålning kommer inte från själva neutronstjärnan, utan representerar snarare en strålning som återutsänds av ett optiskt tjockt ackretionsskal.

## Egenskaper
BP Crucis är en röntgendubbelstjärna bestående av en pulsar och en blå hyperjättestjärna av spektralklass B1 Ia+. Den har en massa av ca 43 solmassor, en radie av ca 70 solradier och utsänder energi från dess fotosfär motsvarande ca 470 000 gånger solen vid en effektiv temperatur av ca 18 000 K.
Neutronstjärnan verkar tillhöra typen med "hög massa" som är minst 1,85 solmassa. Det är mycket troligt att den har en massa mindre än 2,5 solmassor som den teoretiska maximala massan baserat på tillståndsekvationen för en neutronstjärna. Pulsaren har en rotationsperiod på 685 sekunder, men visar relativt höga spindown-hastigheter som tros bero på dess starka magnetfält, och även enstaka spinups på grund av interaktion med ackretionsskivan. Det beräknas att en långsamt roterande neutronstjärna skulle kunna varvas upp till nuvarande rotationshastighet genom ackretion på bara tio år.